# لینکلن، شهرستان مادرا، کالیفرنیا
لینکلن (به انگلیسی: Lincoln) یک منطقهٔ مسکونی در ایالات متحده آمریکا است که در شهرستان مادرا، کالیفرنیا واقع شده‌است. لینکلن ۵۲ متر بالاتر از سطح دریا واقع شده‌است.